# Neville Cenac
Emmanuel Neville Cenac (ur. 24 listopada 1939) – polityk państwa Saint Lucia.

## Życiorys
Pełnił funkcję ministra spraw zagranicznych Saint Lucia (1987–1992) i przewodniczącego Senatu (1993–1997). Od 12 stycznia 2018 pełnił funkcję gubernatora generalnego Saint Lucia. Zrezygnował ze stanowiska 31 października 2021. Jego brat Winston Cenac był premierem Saint Lucia w latach 1981–1982. 